# Pabelan (Pabelan)
Pabelan is een bestuurslaag in het regentschap Semarang van de provincie Midden-Java, Indonesië. Pabelan telt 2903 inwoners (volkstelling 2010).